# Admical
 (juillet 2014).
 (août 2016).
Admical est une association française reconnue d'utilité publique ayant pour nom officiel Association pour le développement du mécénat industriel et commercial et dont l'objectif est le développement du mécénat chez les entrepreneurs.
François Debiesse en est le président depuis 2015.

## Histoire
Admical est fondée en 1979 par Jacques Rigaud, alors chargé de mission au Quai d'Orsay, ainsi que par Axel Leblois, Patrick d’Humières et Pierre-Antoine Huré. L'association a pour objectif de promouvoir le mécénat et de soutenir les entreprises dans cette pratique.
En 1980, Admical organise les premiers Oscars du Mécénat, une initiative visant à offrir visibilité et reconnaissance aux actions de mécénat. L'association développe également des outils pratiques destinés à accompagner les entreprises dans leurs démarches de mécénat, tels que des études, des publications et des formations.
En 2010, Olivier Tcherniak, ancien secrétaire général de la fondation Orange et président d'Admical depuis 2008, publie la première Charte du mécénat, un document clé qui encadre et structure les bonnes pratiques dans ce domaine.
En 2013, l'association élargit son champ d'action en intégrant les entrepreneurs, renforçant ainsi son rôle dans la promotion et l'accompagnement du mécénat à destination de toutes les entreprises, quelle que soit leur taille.

## Équipes dirigeantes
Admical est présidée par François Debiesse depuis 2015.
- De sa fondation jusqu'à 2008, Admical a été présidée par Jacques Rigaud, ancien directeur du cabinet du ministre de la Culture Jacques Duhamel, et PDG de RTL. À la direction générale, se sont succédé: Christophe Monin, Jean-Yves Kaced, Virginie Seghers, Marianne Eshet.
- 2008: Olivier Tcherniak, secrétaire général de la Fondation Orange, est nommé président. Bénédicte Menanteau en devient déléguée générale.
- 2014: Henri Loyrette, président du Musée du Louvre.
- 2015: François Debiesse, président de la Fondation de l'Orangerie et du ballet Preljocaj, devient président exécutif d'Admical. À la co-direction, Charlotte Dekoker et Sylvaine Parriaux.
- 2017: Sylvaine Parriaux devient déléguée générale d'Admical[2].
- 2022 : Yann Queinnec devient délégué général d'Admical